# Pantografo (trasporti)
Il pantografo è un dispositivo che trae corrente elettrica da una linea aerea di contatto, posto di massima sull'imperiale di un veicolo ferroviario, tranviario o a guida vincolata, atto ad alimentarne le apparecchiature elettriche.

## Storia

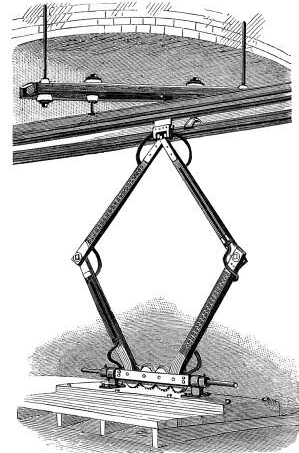
Pantografo del 1895 su una locomotiva Baltimore & Ohio Railroad. Il contatto scorre dentro la barra a sezione ∩, così si rende necessario svincolo laterale e verticale.

Il pantografo fu inventato nel 1879 da Walter Reichel, ingegnere capo alla Siemens & Halske di Germania. Il pantografo piano scorrevole fu inventato nel 1895 per la linea ferroviaria Baltimore and Ohio Railroad
Il pantografo romboidale (o a diamante) fu inventato da John Q. Brown della Key System per il commutatore delle linee tra San Francisco e la East Bay sezione della San Francisco Bay Area in California. Vennero fotografati per la prima volta in uso il 26 ottobre 1903. Il disegno romboidale è tuttora in uso in tutto il mondo, affiancato negli anni da altre forme.
Il pantografo fu lo sviluppo della semplice asta di captazione (trolley pole), rispetto a cui ha maggior capacità di rimanere in contatto con la linea elettrica senza distaccarsene, anche ad alte velocità.

## Utilizzo

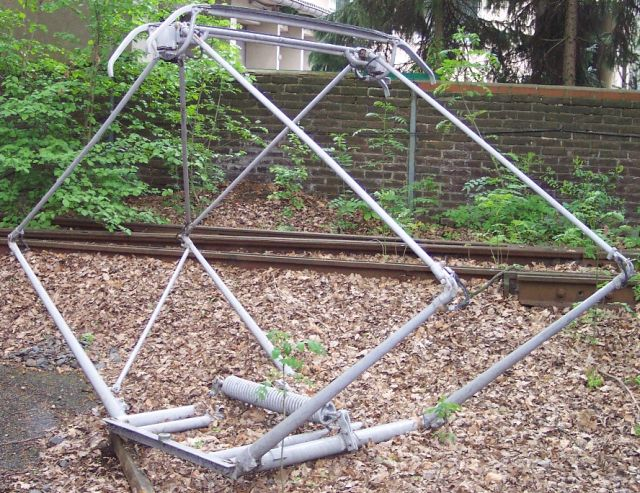
Modello di pantografo classico

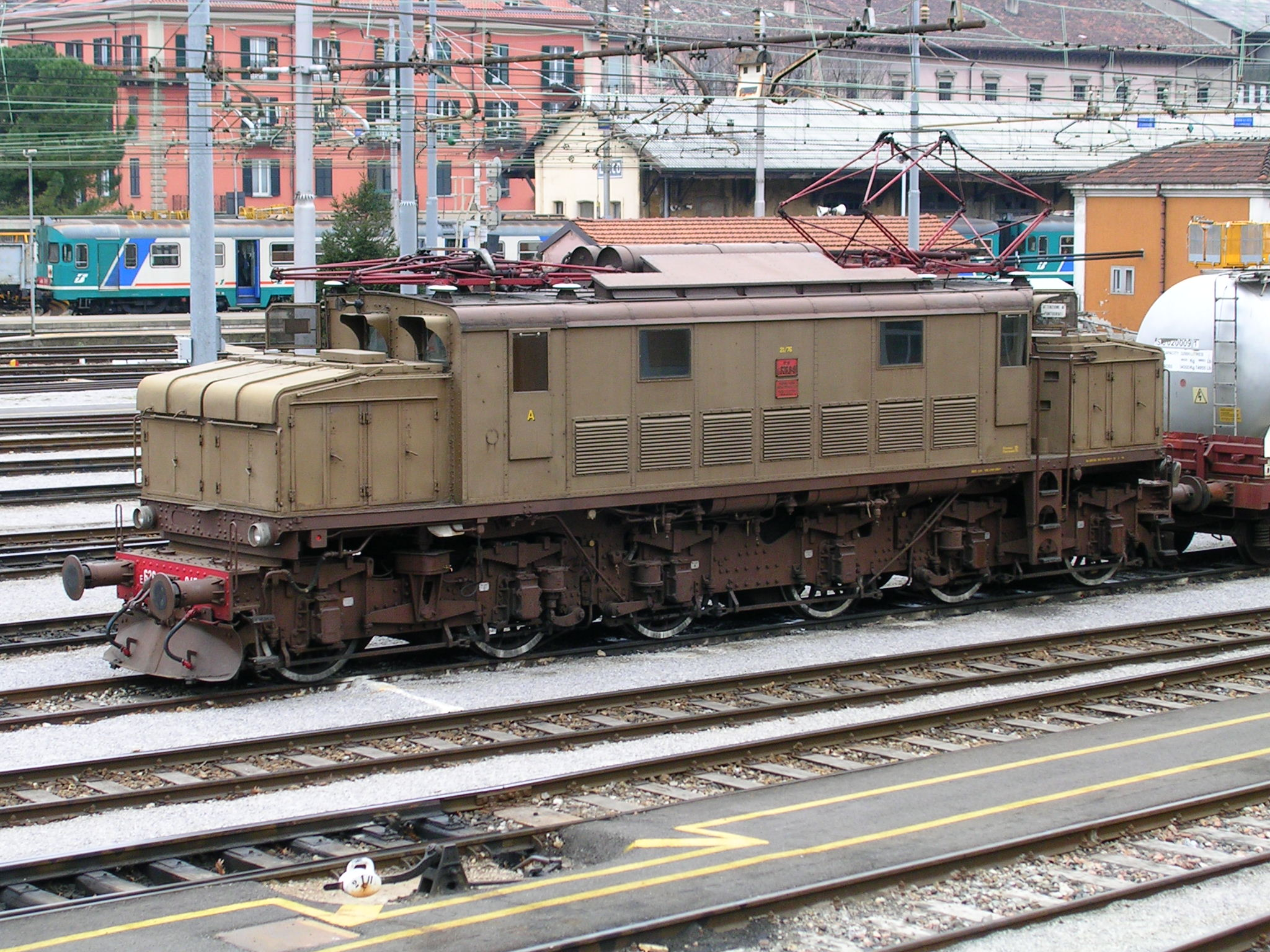
Locomotiva E.626 con pantografo tipo 32 FS

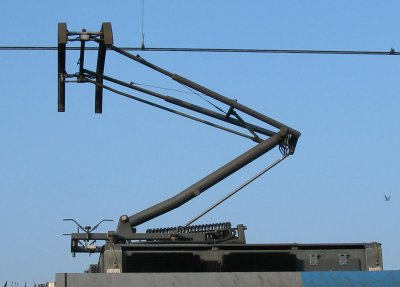
Esempio di pantografo monobraccio della francese Faiveley.

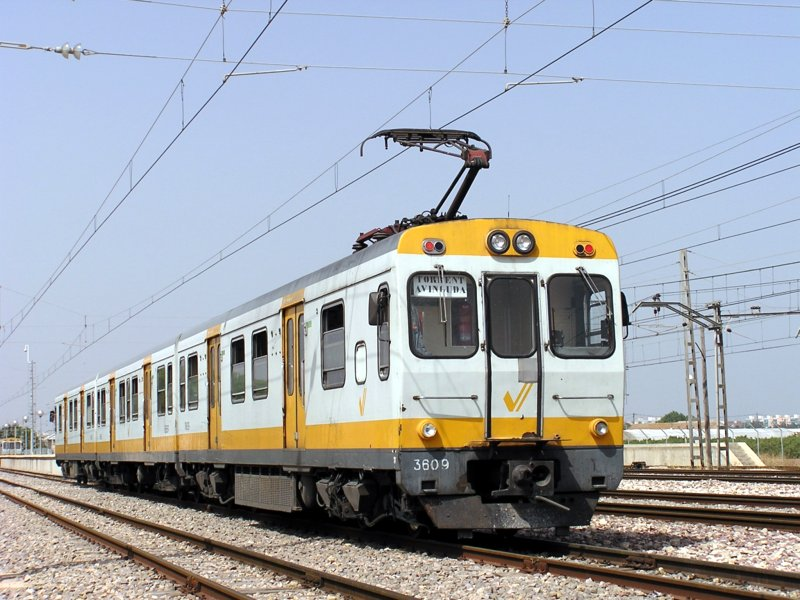
Elettrotreno con pantografo monobraccio

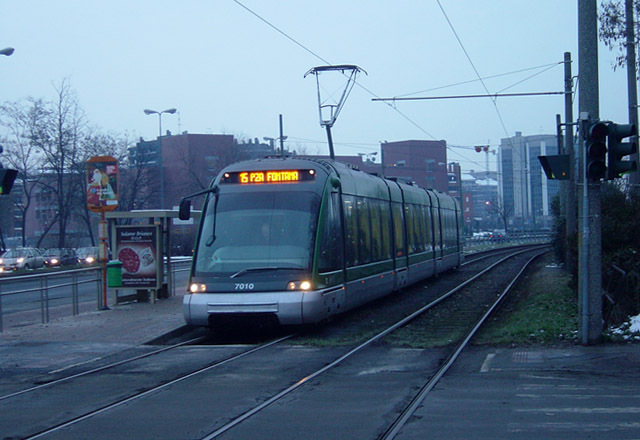
Un Tram con Pantografo monobraccio

Il pantografo, nel corso del XX secolo, ha gradualmente soppiantato, grazie alle migliori caratteristiche, gli altri apparecchi utilizzati per l'alimentazione dei mezzi di trasporto ferroviario e tranviario elettrici, cioè l'archetto tranviario, il trolley a stanga e l'asta di captazione. Trova impiego anche negli apparecchi mobili di preriscaldamento e precondizionamento dei vagoni viaggiatori e, in alcune ferrovie estere, anche per le attrezzature di alcune vetture ristorante.
È composto da un parallelogramma a bracci snodabili che nel vertice superiore sorregge un pattino denominato strisciante realizzato con materiali resistenti agli agenti atmosferici, con basso coefficiente d'attrito e con buona conducibilità elettrica; nel tempo si sono succeduti vari tipi di materiali, in genere leghe a base di rame; in epoca moderna si cerca di utilizzare striscianti in grafite e rame sinterizzati, dal momento che risulta più semplice la manutenzione del pantografo rispetto a quella della catenaria.

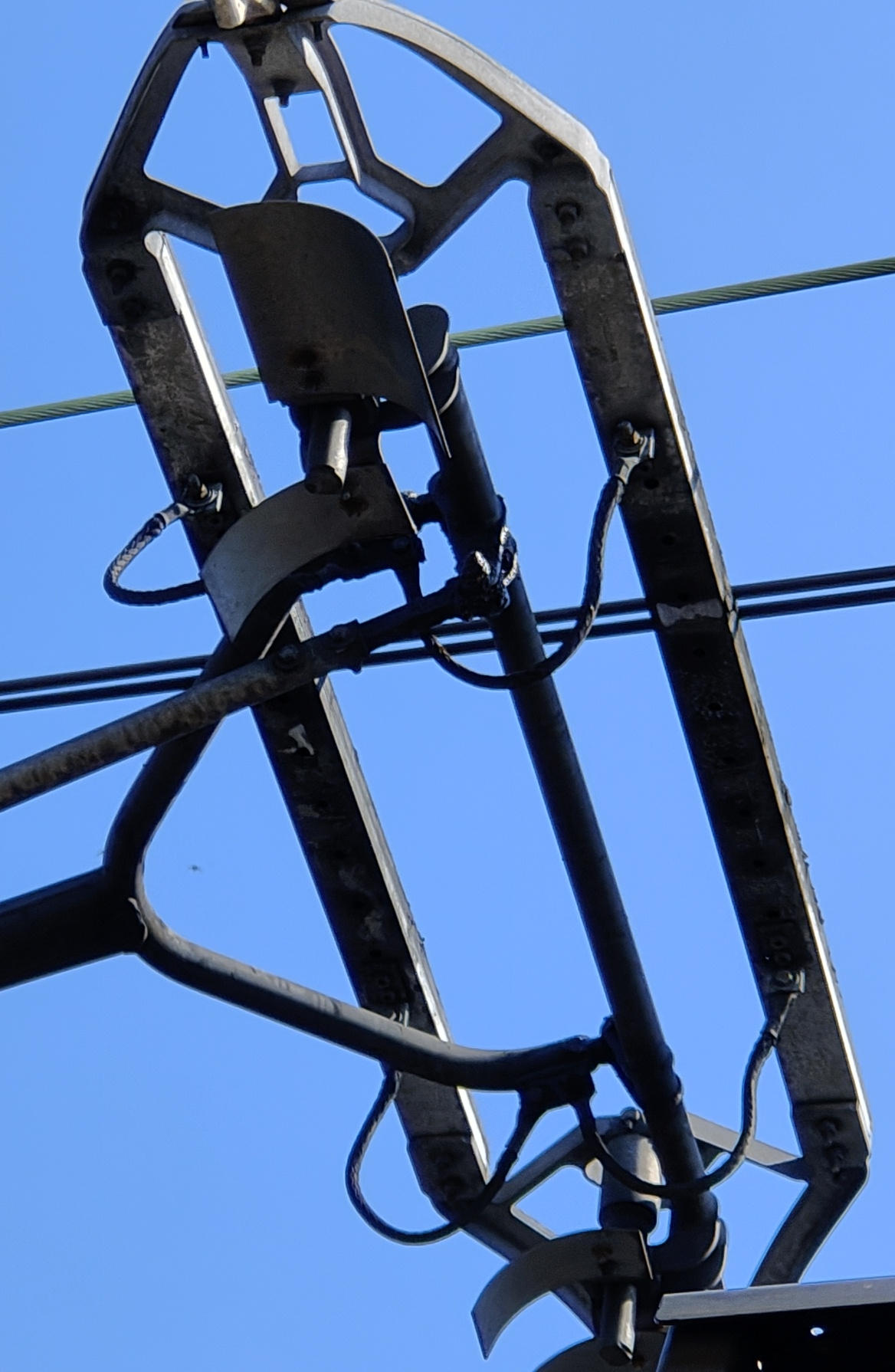
Primo piano di un pantografo AX per 1,5kV c.c. di un Regio 2N. Gli striscianti sono in carbone puro o rame e bronzo

Viene montato sul tetto dei veicoli ferroviari su un telaio isolato e collegato, mediante cavo ad alto isolamento, a dei dispositivi di protezione contro le sovratensioni accidentali e quindi ai circuiti di utilizzazione di bordo.
Nei mezzi di trazione ferroviaria, in genere, vengono montati due pantografi, per evitare che, in caso di guasto del pantografo in uso, il treno venga immobilizzato, rendendo sufficiente escludere il pantografo guasto dal circuito facendolo abbassare e far sollevare l'altro pantografo per sostituirlo. Il doppio pantografo è utile anche in caso di presenza di ghiaccio sulla linea aerea di contatto, che può causare difficoltà nella captazione dell'elettricità: in tale circostanza è possibile far sollevare entrambi i pantografi ed utilizzare quello anteriore rispetto al senso di marcia unicamente per raschiare ed eliminare il ghiaccio, in modo che quello posteriore, usato per l'alimentazione, possa scorrere su cavi puliti.
Dagli ultimi anni del XX secolo vengono costruiti sempre più mezzi di trazione interoperabili, adatti cioè alla circolazione su reti alimentate con tensioni e correnti differenti, con caratteristiche costruttive della catenaria diverse o con differente sagoma limite elettrica; ciò ha comportato la necessità di dotare le locomotive e gli elettrotreni di un numero maggiore di pantografi, anche tre o quattro, adatti all'uso specifico di ogni singola variante.

## Galleria d'Immagini

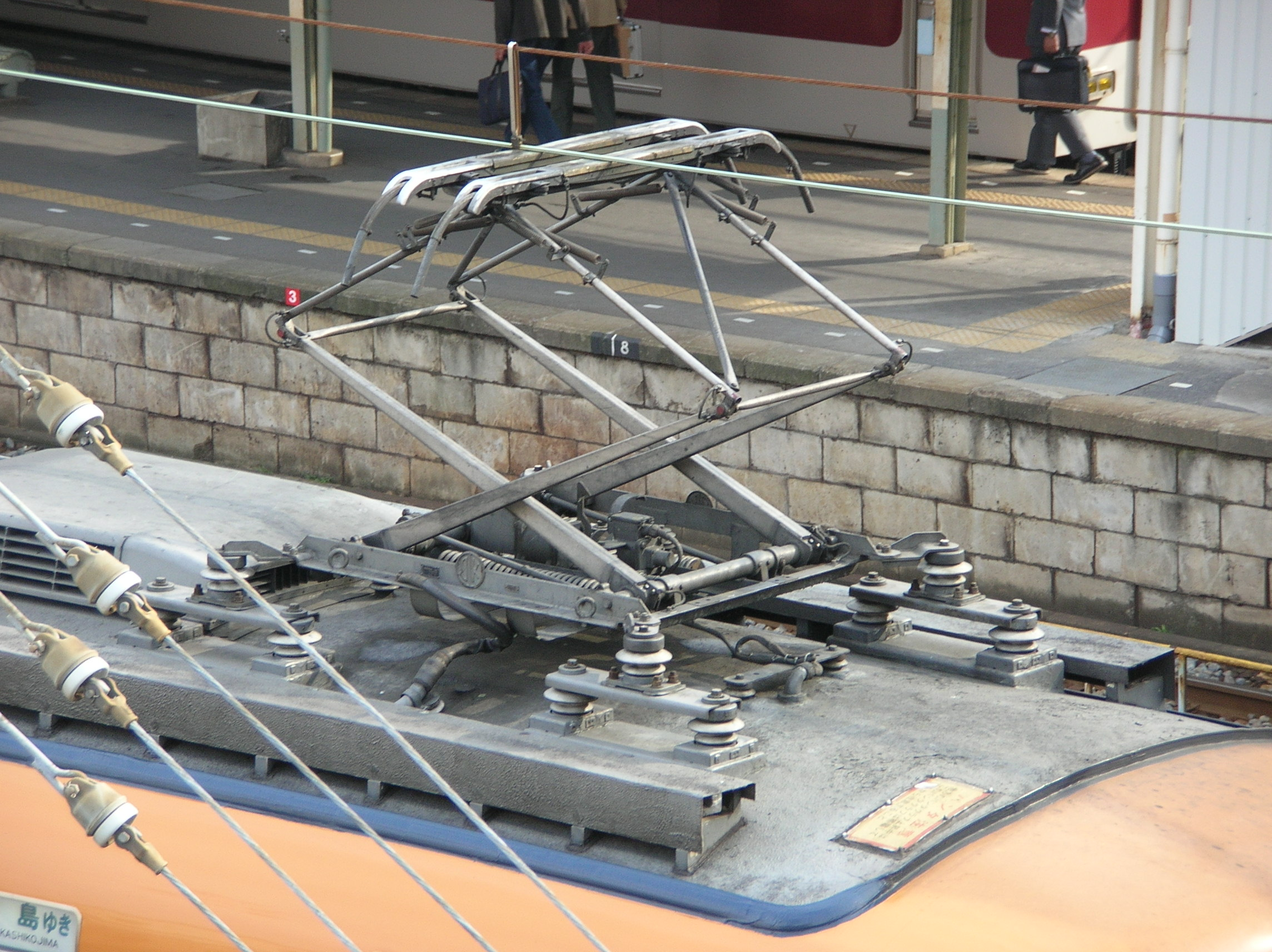
Pantografo di tipo giapponese classico, i pantografi ferroviari giapponesi sono molto piccoli rispetto a quelli tradizionali
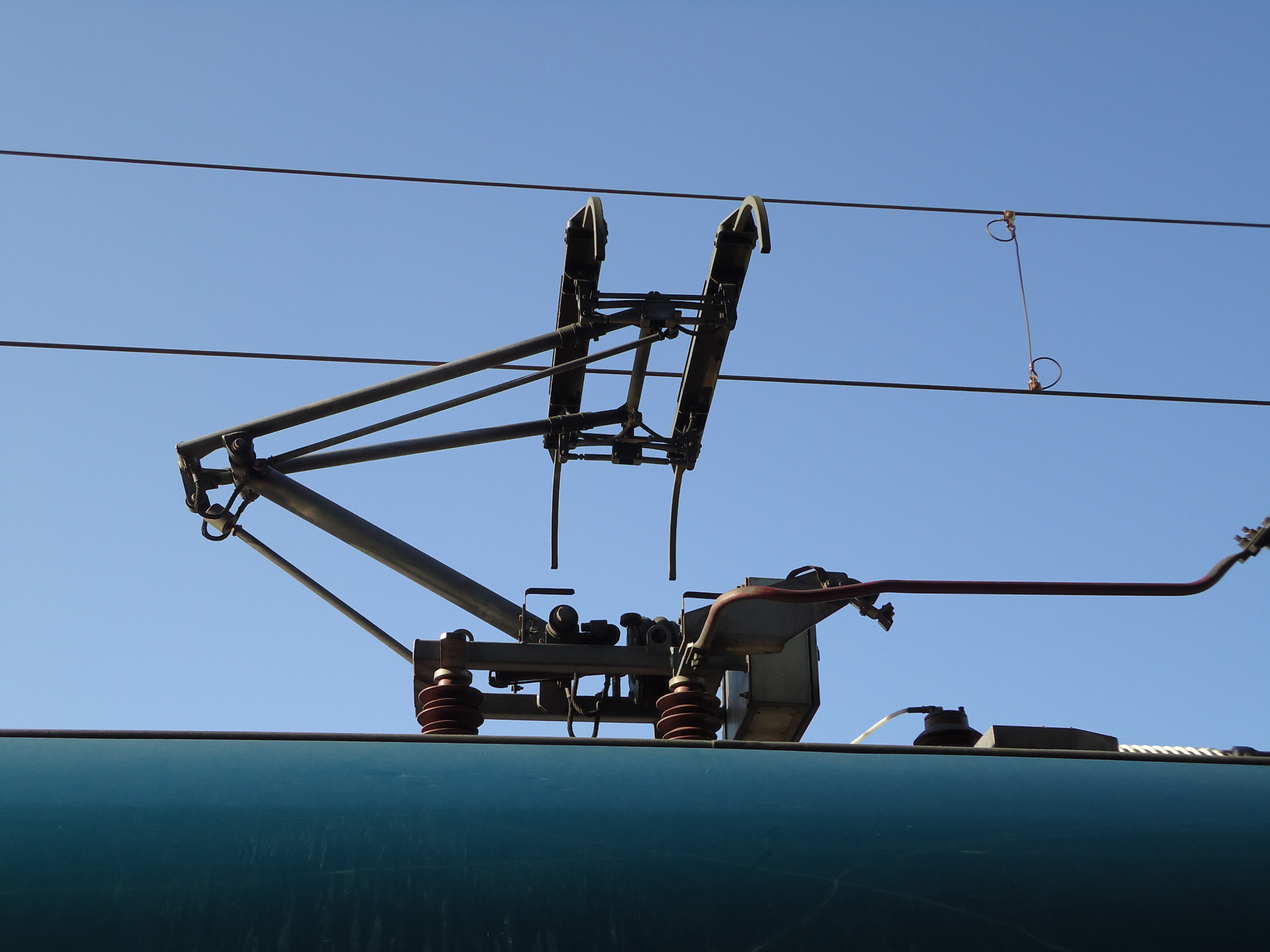
Pantografo di tipo giapponese monobraccio
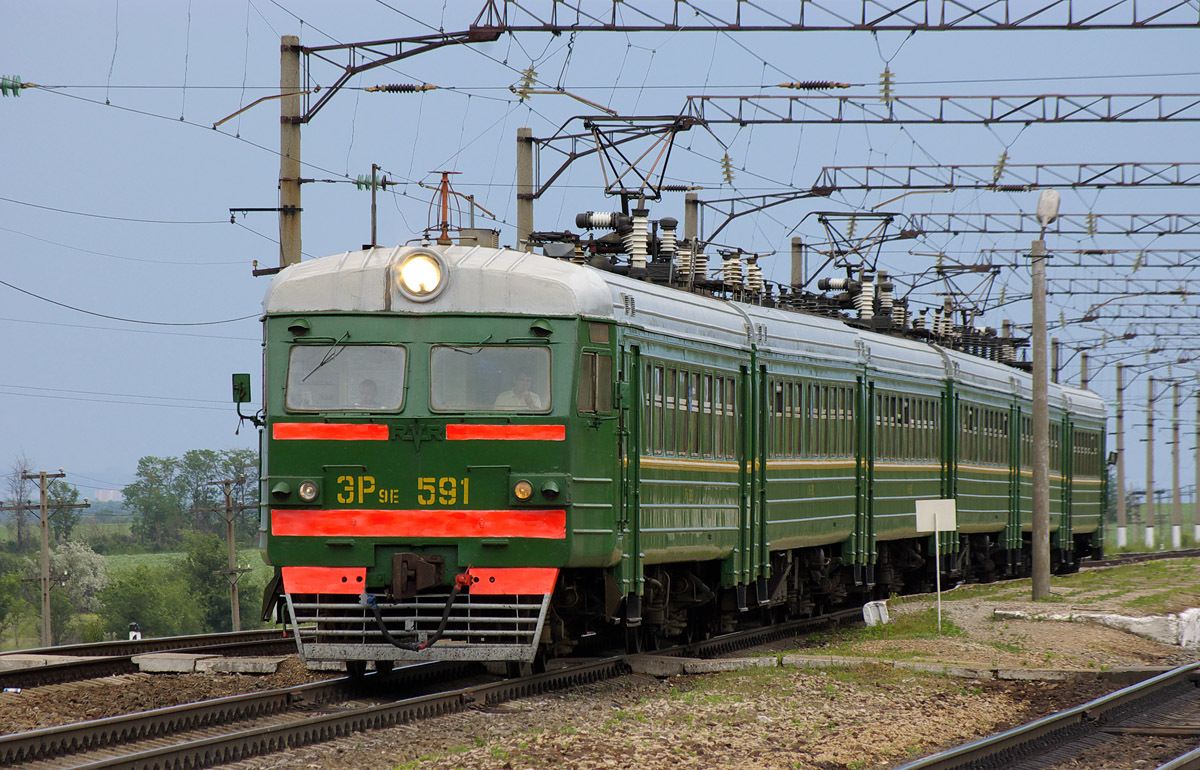
Pantografi di tipo russo, sembrano composti da due pantografi monobraccio
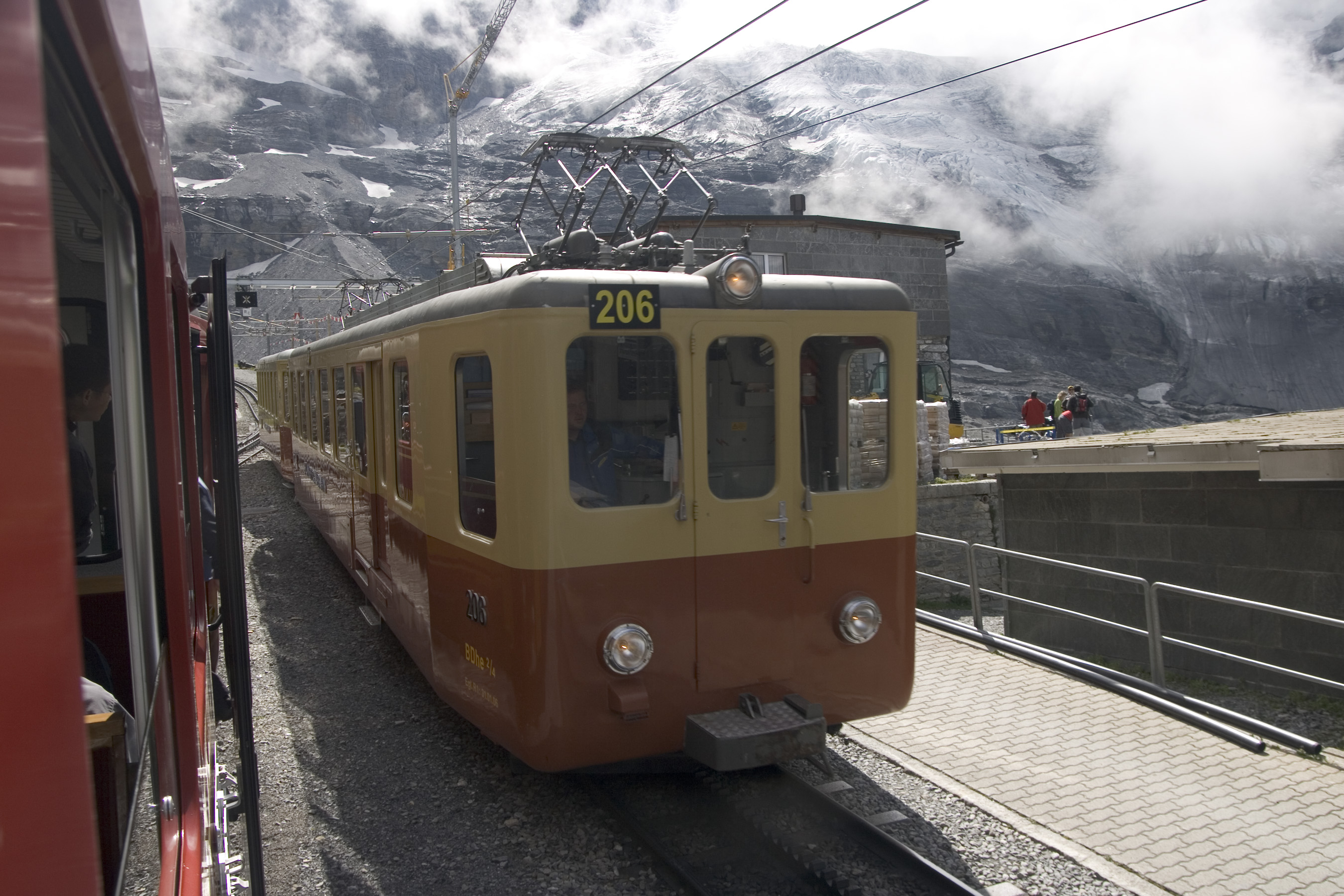
Pantografo doppio classico per corrente trifase
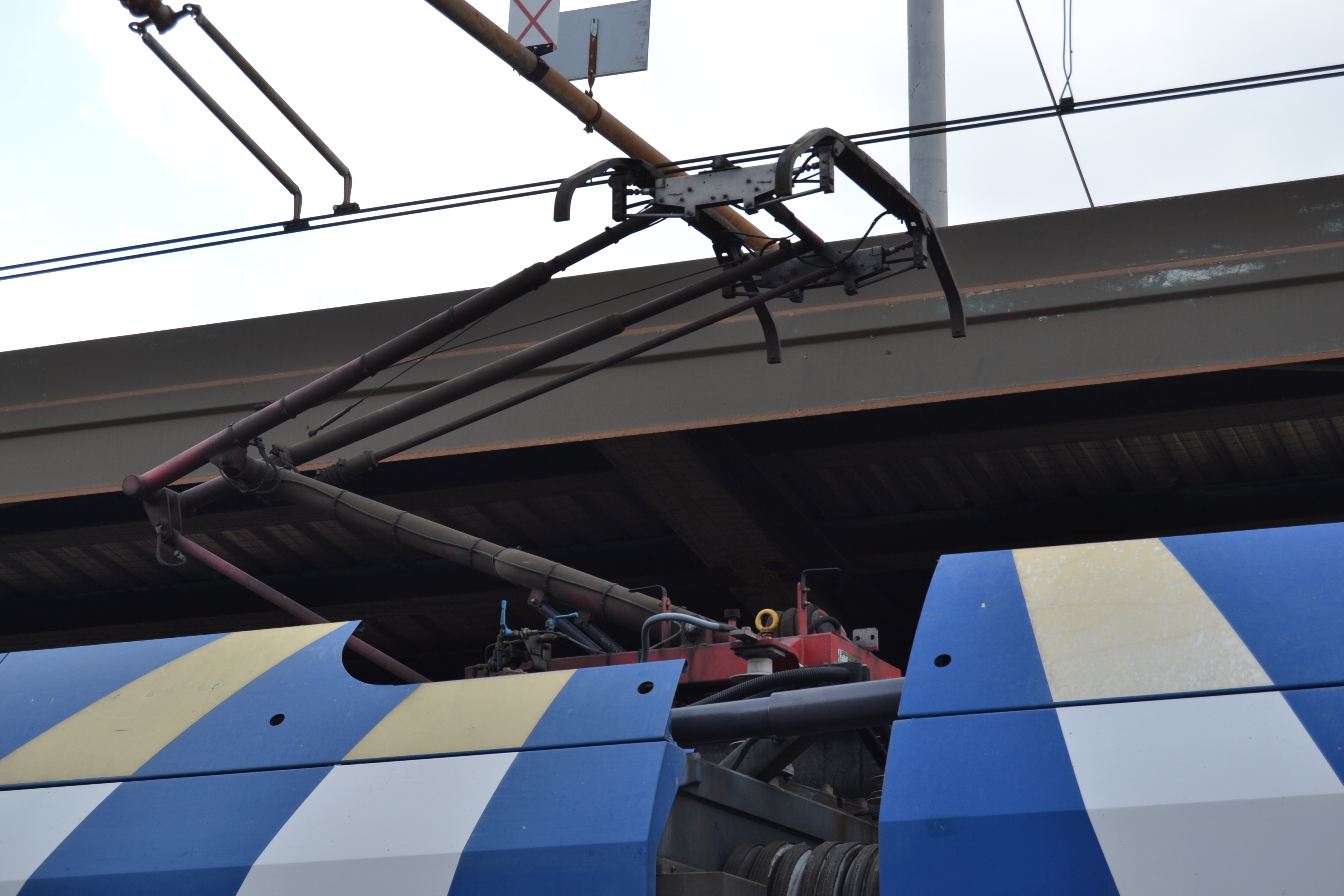
Pantografo di un ETR 360
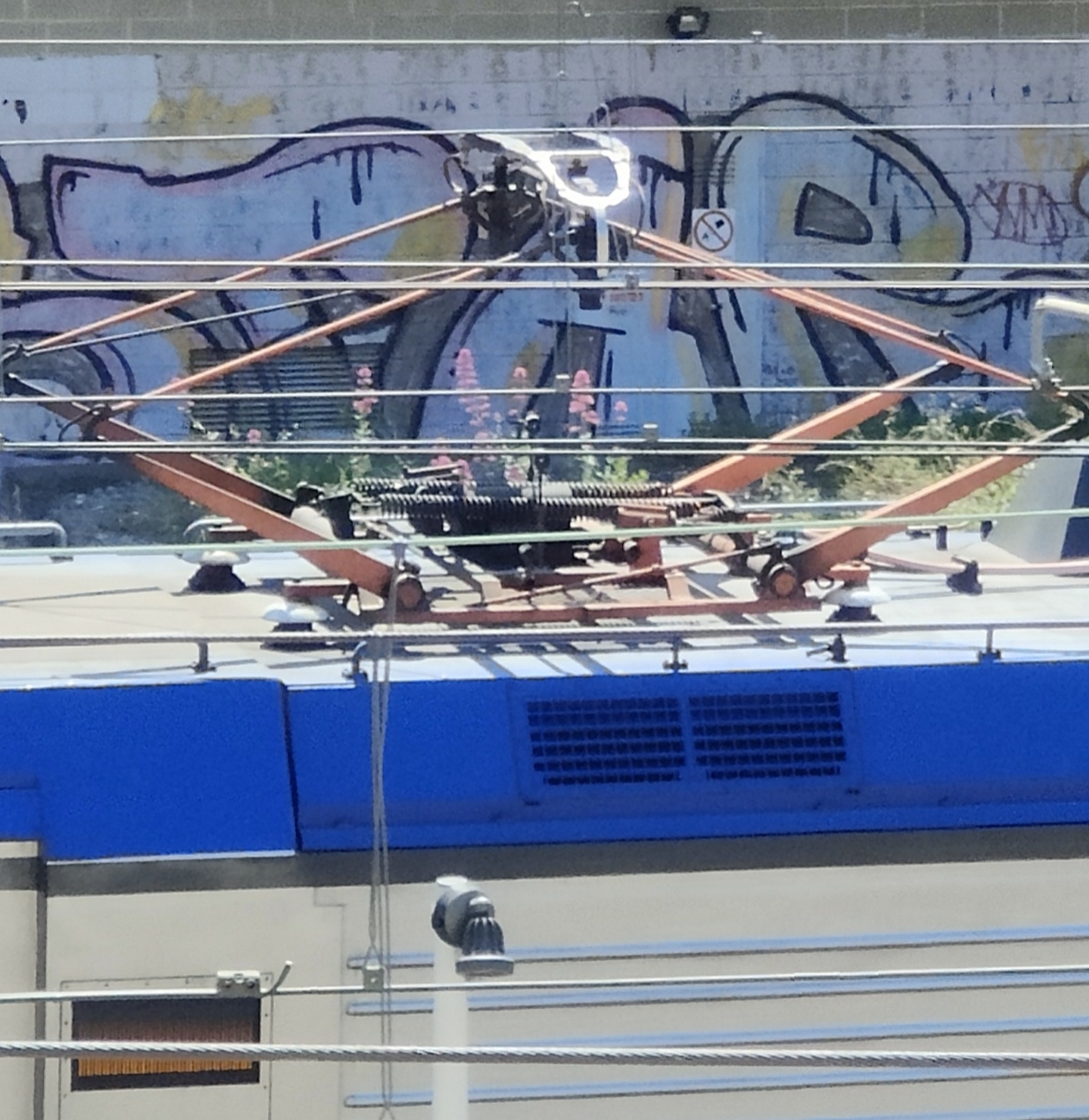
Pantografo della E.464 Trenitalia
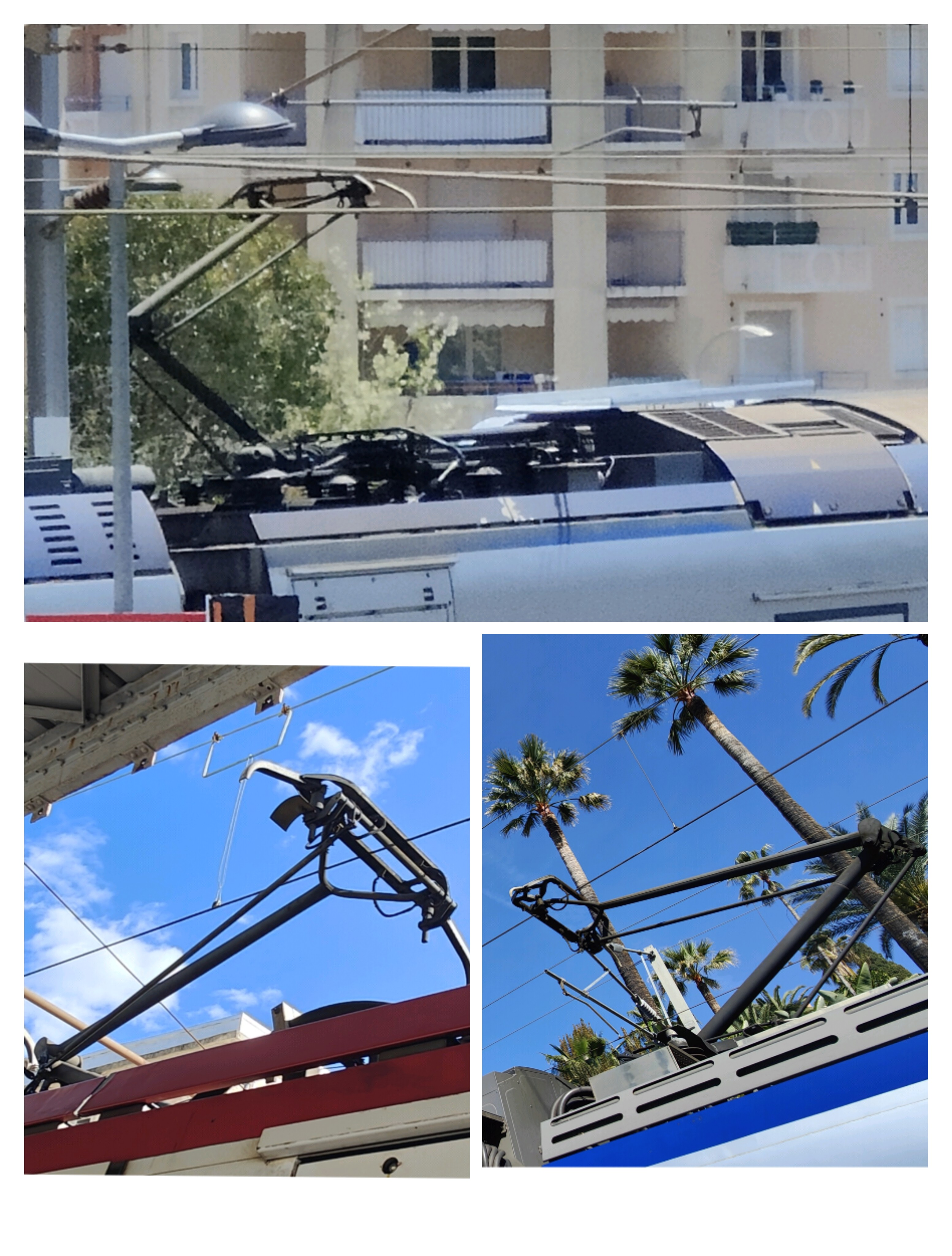
Pantografi dei treni SNCF tipo TER Z 26500 e Z 24500 Alstom. In alto: in presa quello da 25kV c.a., l'altro è per i motori alimentati a 1,5 kV c.c.; sotto a Sx: a Ventimiglia dove c'è l'alimentazione da 1,5 kV, a Dx: pantografo sotto la catenaria 25kV
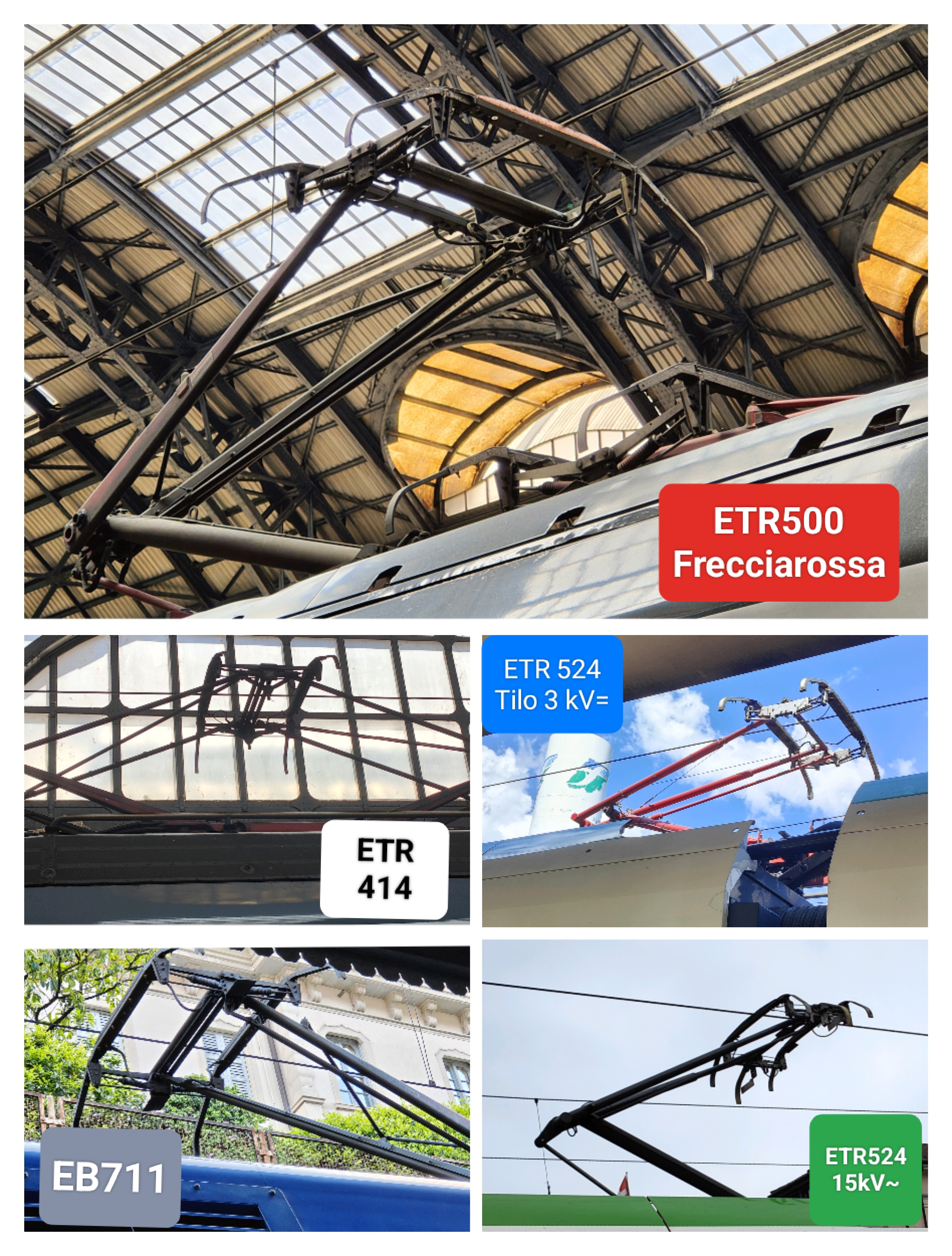
Pantografi simmetrici e asimmetrici, quelli per 3 kV c.c.: il Frecciarossa, l'ETR E.414, il Tilo ETR 524, l'Elettromotrice EB711 infine il pantografo per i 15 kV c.a. 16⅔Hz. dell'ETR 524